# Morris Raphael Cohen

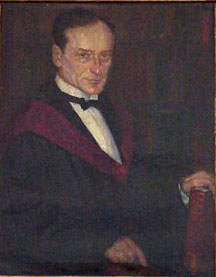
Morris Raphael Cohen (Gemälde von Joseph Margulies, 1927)

Morris Raphael Cohen (belarussisch Мо́рыс Рафаэ́ль Ко́эн; * 25. Juli 1880 in Minsk, Gouvernement Minsk, Russisches Kaiserreich, heute: Belarus; † 28. Januar 1947 in Washington, D.C.) war ein US-amerikanischer Rechtsphilosoph und Hochschullehrer.

## Leben
Morris Raphael Cohen, Sohn von Abraham Mordecai Cohen (1847–1934) und dessen Ehefrau Bessie Farfel (1848–1936), immigrierte als russischer Jude im Rahmen der dritten Einwanderungswelle mit seiner Familie als Zwölfjähriger 1892 in die USA. 1900 schloss er ein grundständiges Studium am City College of New York (CCNY) mit einem Bachelor of Science (B.S.) ab. Nach einem Studienaufenthalt an der Columbia University schloss er seine Promotion zum Doctor of Philosophy (Ph.D.) 1906 an der Harvard University ab, wo Josiah Royce, William James und Hugo Münsterberg zu seinen Professoren gehörten.
1912 übernahm Cohen, der auch Mitglied der akademischen Ehrengesellschaft Phi Beta Kappa und Präsident der Jewish Academy of Arts and Sciences war, eine Professur für Philosophie am City College of New York und lehrte dort bis 1938. Zu seinen Studenten gehörten unter anderem Sidney Hook und Paul Weiss. 1923 gab er unter dem Titel Chance, Love and Logic ein Buch mit einigen wichtigen Aufsätzen von Charles Sanders Peirce heraus. Sein 1933 erschienenes Buch Law and the Social Order wurde 2001 in einer Neuauflage in der Serie Legal Classics Library im Verlag Gryphon Editions veröffentlicht. In seinem 1934 gemeinsam mit Ernest Nagel verfassten Buch An Introduction to Logic and the Scientific Method prägte er den Begriff Genetic fallacy („genetischer Fehlschluss)“, bei dem von den Ursprungs- und Entstehungsumständen („Genese“) einer Behauptung auf die Wahrheit oder Falschheit geschlossen wird.
1938 wurde Cohen Professor für Rechtswissenschaften an der University of Chicago, an der er bis 1941 unterrichtete. Nach dem Ende des Zweiten Weltkrieges 1945 schrieb er zum Holocaust im Vorwort zu dem Buch Legal Claims against Germany von Siegfried Goldschmidt: „Millionen überlebender Opfer des Naziholocaust, Juden wie Nichtjuden, werden vor uns stehen in den kommenden Jahren“ und bezeichnete alle Kriegsopfer so, ohne Opfer von NS-Verbrechen zu unterscheiden.
Aus seiner am 13. Juni 1906 geschlossenen Ehe mit Mary Ryshpan († 1942) gingen zwei Söhne und eine Tochter hervor, darunter der Rechtsanwalt und Rechtsphilosoph Felix Solomon Cohen (1907–1953).

## Veröffentlichungen
- Chance, Love and Logic, Aufsätze von Charles Sanders Peirce, 1923
- Alvin Bruch, 1901–1922. Poems and letters, New York City 1928
- Reason and nature. An essay on the meaning of scientific method, 1931, Neuauflagen 1959, Dover Publications, New York City 1978
- Law and the Social Order, 1933, Neuauflage 1982, Nachdruck Legal Classics Library (Gryphon Editions), 2001
- An Introduction to Logic and the Scientific Method, Mitautor Ernest Nagel, 1934
- Proposed roads for American Jewry. A symposium, Mitautoren Marvin Lowenthal, Erich Gutkind, New York City 1936
- A critical sketch of legal philosophy in America, New York University Press, 1937
- Causation and its application to history, 1942
- Jewish studies of peace and post-war problems, Research Institute on Peace and post-war Problems of the American Jewish Committee, New York City 1943
- The Faith of a Liberal. Selected essays, H. Holt, New York City 1945
- A Preface to Logic, 1945
- The Meaning of Human History, Open Court Pub. Co., La Salle 1947

posthum
- A source book in Greek science, Harvard University Press, Cambridge 1948, Neuauflage 1958
- A Dreamer’s Journey. The autobiography of Morris Raphael Cohen, Memoiren, Arno Press, New York City 1949, Neuauflage 1975
- Studies in philosophy and science, H. Holt, New York City 1949
- Reason and Law, 1950
- Reflections of a wondering Jew, Free Press, Glencoe 1950
- Readings in jurisprudence and legal philosophy, Mitautor Felix Solomon Cohen, Prentice-Hall, New York City 1951
- King Saul’s daughter. A Biblical dialogue, Free Press, Glencoe 1952
- American Thought. A Critical Sketch, Free Press, Glencoe 1954

in deutscher Sprache
- Einleitende Betrachtungen zur Logik, Übersetzung Hans Nowotny, Wien 1948

in französischer Sprache
- Du sionisme, Éditions des amis de la Terre Sainte, Paris 1919

## Hintergrundliteratur
- A Tribute to Professor Morris Raphael Cohen, teacher & philosopher, New York City 1928
- Salo W. Baron, Koppel S. Pinson: Freedom and reason. Studies in philosophy and Jewish culture, in memory of Morris Raphael Cohen, Free Press, Glencoe 1951
- Leonora Davidson Cohen Rosenfield: Portrait of a philosopher. Morris R. Cohen in life and letters, Harcourt, Brace & World,  New York City 1962
- Cornelius F. Delaney: Mind and nature. A study of the naturalistic philosophies of Cohen, Woodbridge, and Sellars, University of Notre Dame Press, Notre Dame 1969
- David Hollinger: Morris R. Cohen and the scientific ideal, MIT Press, Cambridge 1975
- Cohen and Cohen’s Readings in jurisprudence and legal philosophy, Little, Brown, Boston 1979